# Dompierre (Oise)
Dompierre ist eine französische Gemeinde mit 245 Einwohnern (Stand 1. Januar 2022) im Département Oise in der Region Hauts-de-France (vor 2016 Picardie). Sie gehört zum Arrondissement Clermont und zum Kanton Estrées-Saint-Denis. Die Einwohner werden Dompierrois genannt.

## Geographie
Die Gemeinde Dompierre liegt etwa 40 Kilometer nordwestlich von Compiègne an der Quelle des Trois Doms. Umgeben wird Dompierre von den Nachbargemeinden Royaucourt im Norden, Domfront im Nordosten und Osten, Godenvillers im Osten und Süden sowie Ferrières im Südwesten und Westen.

## Bevölkerungsentwicklung
| Jahr                       | 1962 | 1968 | 1975 | 1982 | 1990 | 1999 | 2006 | 2018 |
| Einwohner                  | 211  | 207  | 197  | 187  | 200  | 231  | 229  | 241  |
| Quellen: Cassini und INSEE |      |      |      |      |      |      |      |      |

## Sehenswürdigkeiten
- Kirche Saint-Pierre aus dem 12. Jahrhundert
- französischer Nationalfriedhof
- deutscher Soldatenfriedhof
- Wasserturm

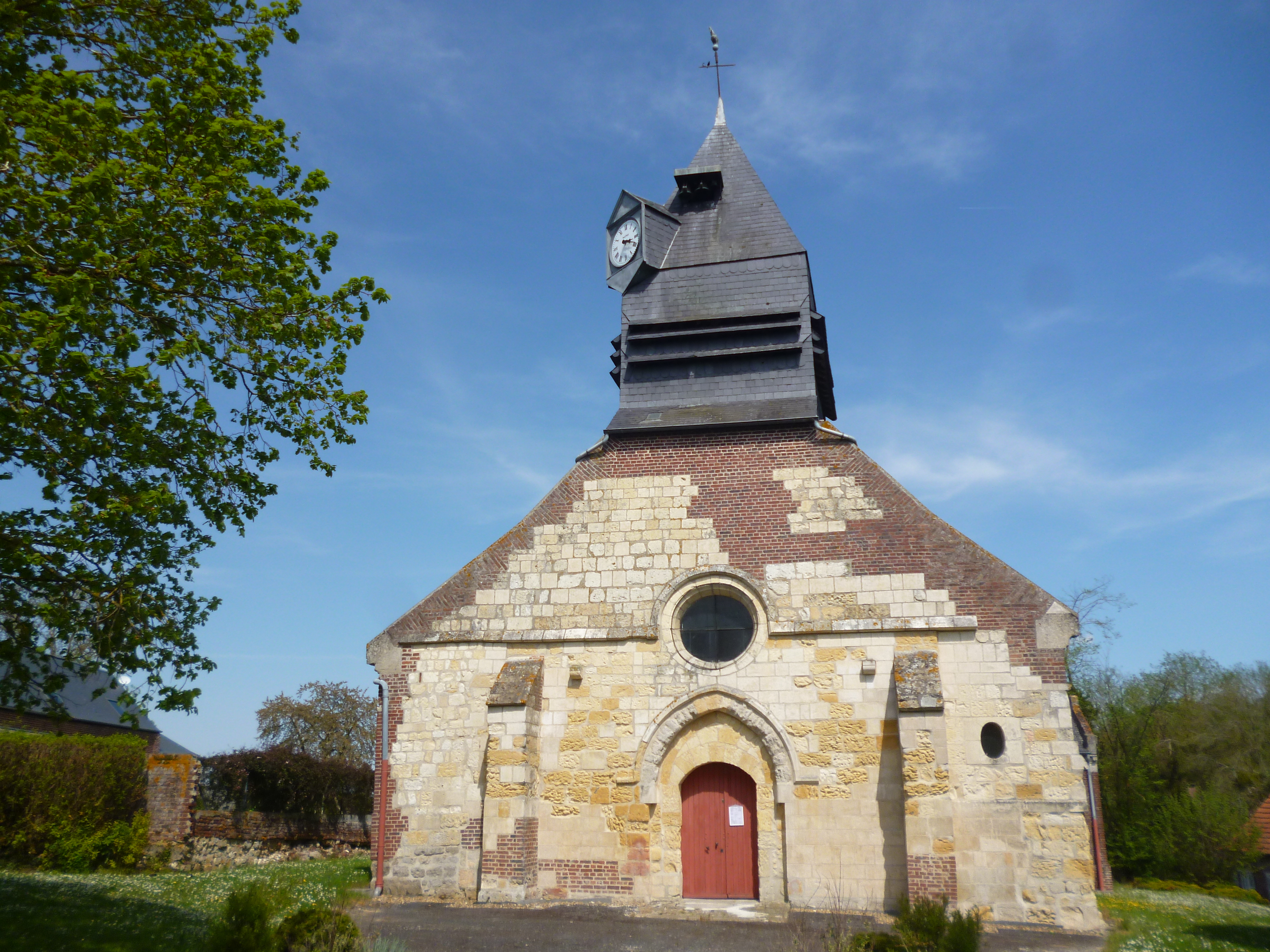
Kirche Saint-Pierre
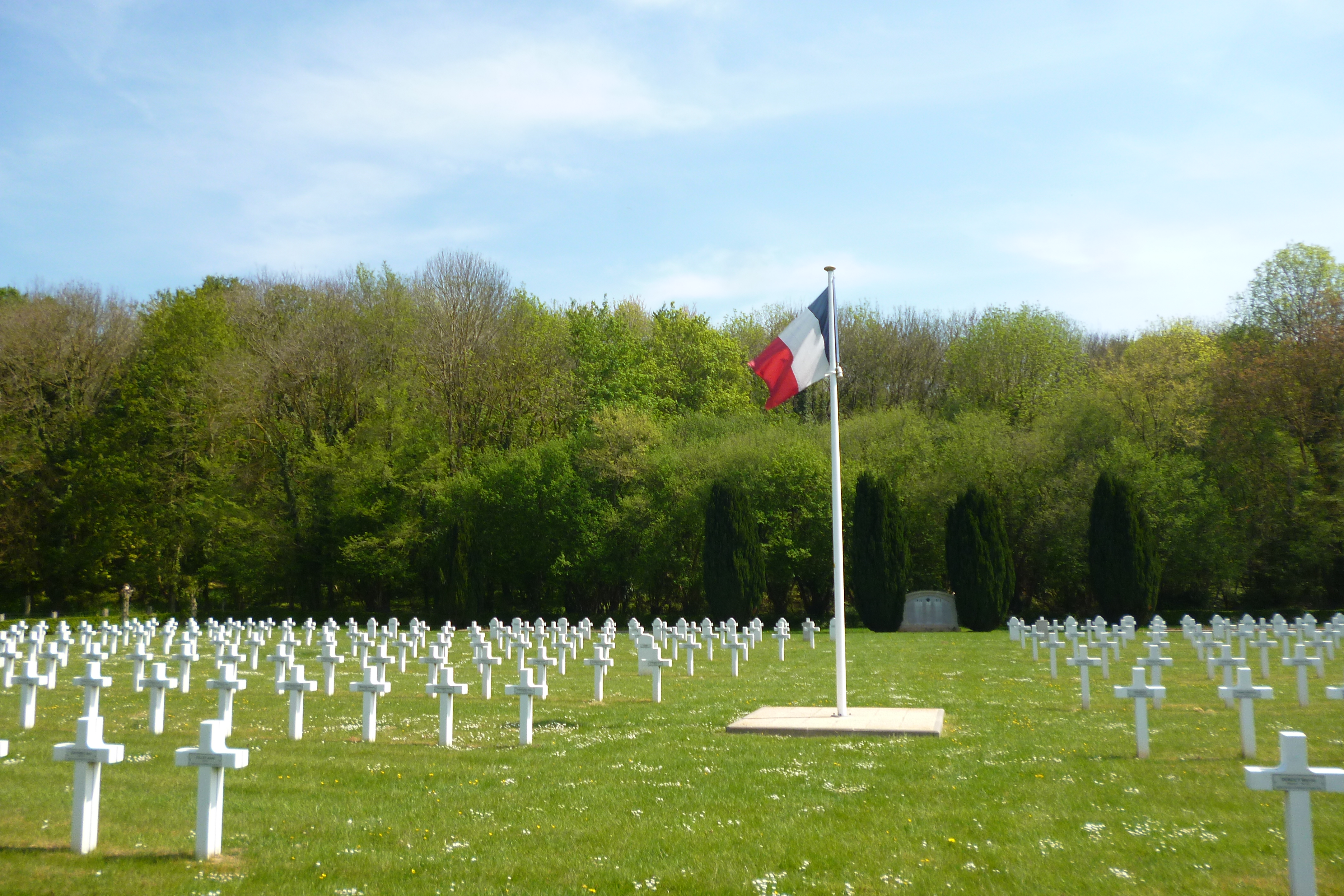
Französischer Soldatenfriedhof
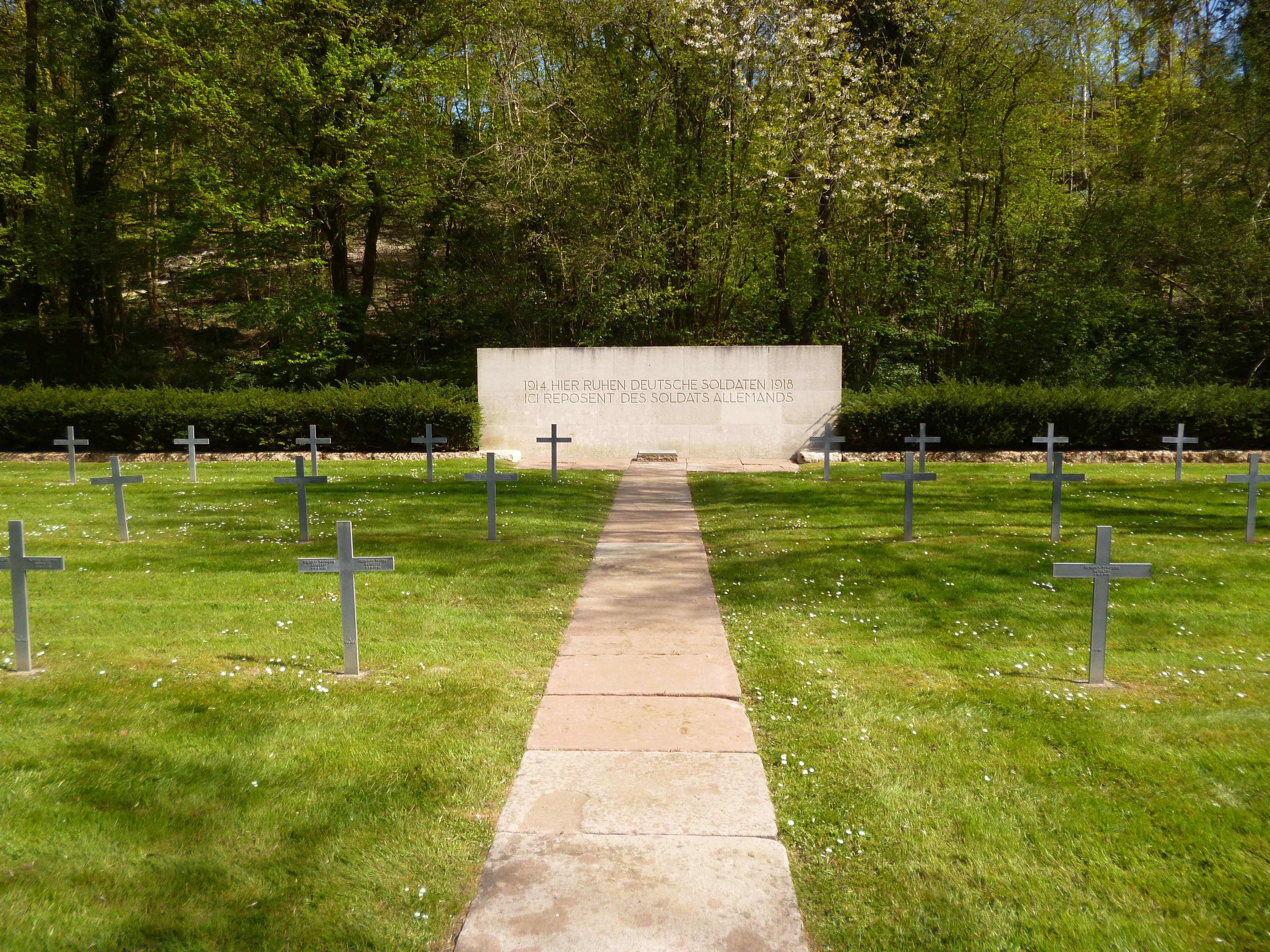
Deutscher Soldatenfriedhof
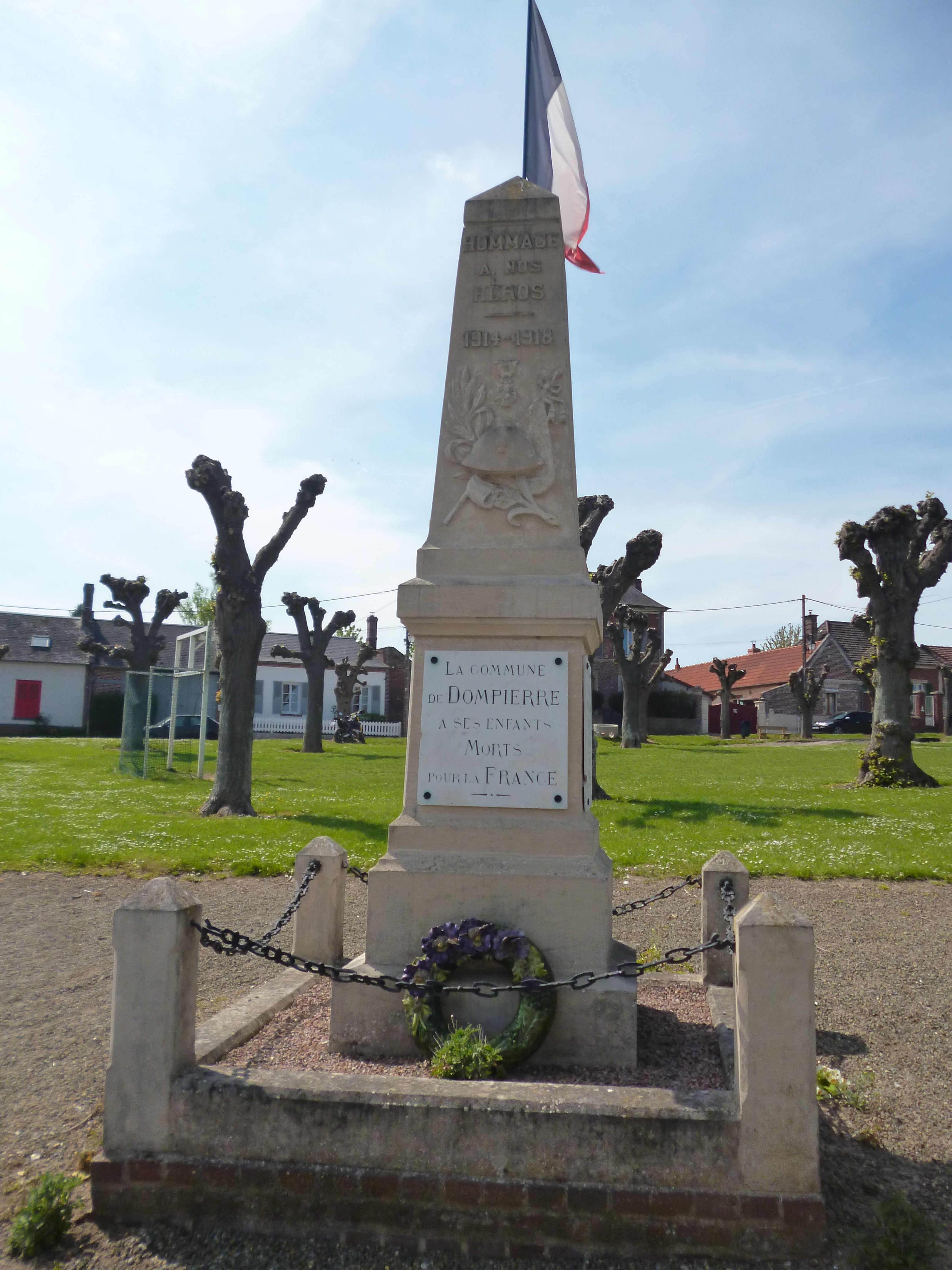
Gefallenendenkmal